# Puchar Polski (województwo małopolskie) w piłce nożnej mężczyzn (2022/2023)
W sezonie 2022/2023 Puchar Polski na szczeblu regionalnym w województwie małopolskim składał się z 4 rund, w których brali udział zwycięzcy każdego z 15 okręgów: Bocheński KS (OPP Bochnia), Korona Niedzieliska (OPP Brzesko), MKS Trzebinia (OPP Chrzanów), Glinik Gorlice (OPP Gorlice), Wieczysta II Kraków (OPP Kraków), Zalesianka Zalesie (OPP Limanowa), Orzeł Myślenice (OPP Myślenice), Barciczanka Barcice (OPP Nowy Sącz), Spójnia Osiek-Zimnodół (OPP Olkusz), Niwa Nowa Wieś (OPP Oświęcim), Podhale Nowy Targ (OPP Podhale), Wolania Wola Rzędzińska (OPP Tarnów), Beskid Andrychów (OPP Wadowice), Błękitni Bodzanów (OPP Wieliczka), Bruk-Bet Termalica II Nieciecza (OPP Żabno) oraz obrońca tytułu – Wieczysta Kraków. Rozgrywki miały na celu wyłonienie zdobywcy Regionalnego Pucharu Polski w województwie małopolskim i uczestnictwo na szczeblu centralnym Pucharu Polski w sezonie 2023/2024.

## Uczestnicy
| III liga                                                              | IV liga | V liga | klasa okręgowa                                                                                           |
| --------------------------------------------------------------------- | --- | --- | --- |
| - Podhale Nowy Targ – OPP Podhale - Wieczysta Kraków – obrońca tytułu | - Glinik Gorlice – OPP Gorlice - Barciczanka Barcice – OPP Nowy Sącz - Wolania Wola Rzędzińska – OPP Tarnów - Beskid Andrychów – OPP Wadowice - Bruk-Bet Termalica II Nieciecza – OPP Żabno | - Bocheński KS – OPP Bochnia - Korona Niedzieliska – OPP Brzesko - MKS Trzebinia – OPP Chrzanów - Zalesianka Zalesie – OPP Limanowa - Spójnia Osiek-Zimnodół – OPP Olkusz - Niwa Nowa Wieś – OPP Oświęcim | - Wieczysta II Kraków – OPP Kraków - Orzeł Myślenice – OPP Myślenice - Błękitni Bodzanów – OPP WIeliczka |

## 1/8 finału
Losowanie par 1/8 finału, podobnie jak następnych faz, miało miejsce 10 lutego 2023 roku, natomiast mecze rozegrano 19 i 26 kwietnia tegoż roku.
| 19 kwietnia 2023 | MKS Trzebinia                        | 2:4   | Beskid Andrychów                                         |  |
| 17:00            | 51' Hamed Arfa · 55' Łukasz Skrzypek | (0:0) | 57', 69' Dawid Nagi · 76' Eryk Ceglarz · 90' Patryk Koim |  |

| 19 kwietnia 2023 | Niwa Nowa Wieś | 0:4   | Podhale Nowy Targ                                                      |  |
| 17:00            |                | (0:1) | 45', 62' Hubert Antkowiak · 63' Fabian Burzyński · 74' Grzegorz Płatek |  |

| 19 kwietnia 2023 | Zalesianka Zalesie | 0:4   | Wieczysta Kraków                                                                               |  |
| 17:00            |                    | (0:1) | 25' Krzysztof Szewczyk · 59' Maciej Twarowski · 67' Maksymilian Hebel · 76' Maciej Pałaszewski |  |

| 19 kwietnia 2023 | Wolania Wola Rzędzińska | 1:2   | Bruk-Bet Termalica II Nieciecza                |  |
| 17:00            | 48' Mateusz Michoń      | (0:1) | 20' Marcin Grabowski · 83' Vlastimir Jovanović |  |

| 19 kwietnia 2023 | Błękitni Bodzanów                 | 2:1   | Bocheński KS       |  |
| 17:00            | 30' Mateusz Flak · 85' Kamil Klęk | (1:0) | 63' Mirosław Tabor |  |

| 26 kwietnia 2023 | Barciczanka Barcice                   | 2:0   | Glinik Gorlice |  |
| 17:00            | 8' Marek Maślejak · 53' Maciej Korzym | (1:0) |                |  |

| 26 kwietnia 2023 | Wieczysta II Kraków                                                           | 4:2   | Orzeł Myślenice          |  |
| 17:00            | 18' Dawid Linca · 66' Hubert Pachowicz · 72' Damian Guzik · 83' Paweł Słonina | (1:1) | 8', 90' Mark Ponomarenko |  |

| 26 kwietnia 2023 | Korona Niedzieliska                       | 2:3   | Spójnia Osiek-Zimnodół                       |  |
| 17:00            | 45' Sebastian Koziński · 90' Patryk Dydyk | (1:1) | 29', 90' Adrian Żmuda · 85' Przemysław Żmuda |  |

## 1/4 finału
Losowanie par ćwierćfinałowych odbyło się 10 lutego 2023 roku, natomiast mecze rozegrano 10, 16 i 17 maja tegoż roku.
| 10 maja 2023 | Błękitni Bodzanów   | 2:3   | Podhale Nowy Targ                                               |  |
| 17:30        | 11', 69' Kamil Klęk | (1:2) | 16' Fabian Burzyński · 36' Adrian Szynka · 51' Hubert Antkowiak |  |

| 16 maja 2023 | Beskid Andrychów | 0:6   | Wieczysta Kraków                                                                 |  |
| 17:30        |                  | (0:5) | 1', 44' Maksymilian Hebel · 3', 10', 14' Maciej Twarowski · 68' Wiktor Głogowski |  |

| 17 maja 2023 | Wieczysta II Kraków                                                        | 6:4   | Barciczanka Barcice                                                             |  |
| 17:30        | 41', 64', 81' Paweł Słonina · 44', 46' Kamil Banachowicz · 88' Tomasz Kawa | (2:1) | 21' Marek Maślejak · 52' Maciej Korzym · 65' Tomasz Zawiślan · 72' Adrian Basta |  |

| 17 maja 2023 | Spójnia Osiek-Zimnodół                                      | 3:1   | Bruk-Bet Termalica II Nieciecza |  |
| 17:30        | 62' Kacper Gąsior · 72' Przemysław Żmuda · 90' Adrian Żmuda | (0:1) | 9' Tomasz Matuszewski           |  |

## 1/2 finału
Pary półfinałowe zostały wylosowane 10 lutego 2023, natomiast mecze odbyły się 30 maja i 7 czerwca tegoż roku.
| 30 maja 2023 | Wieczysta II Kraków  | 1:1 k. 3:4    | Spójnia Osiek-Zimnodół |  |
| 18:00        | 49' Hubert Pachowicz | (0:1, k. 3:4) | 9' Adrian Żmuda        |  |

| 7 czerwca 2023 | Wieczysta Kraków                                                                     | 4:1   | Podhale Nowy Targ    |  |
| 18:00          | 8' Maciej Pałaszewski · 38' Manuel Torres · 46' Denys Faworow · 53' Maciej Twarowski | (2:0) | 89' Fabian Burzyński |  |

## Finał
Mecz finałowy odbył się 13 czerwca 2023 roku. W nim Wieczysta Kraków pokonała Spójnię Osiek-Zimnodół zdobywając Regionalny Puchar Polski w województwie małopolskim i uzyskując prawo do gry na szczeblu centralnym Pucharu Polski w sezonie 2023/2024.
| 13 czerwca 2023 | Spójnia Osiek-Zimnodół | 0:5   | Wieczysta Kraków                                                                     |  |
| 17:00           |                        | (0:2) | 26', 59' Maciej Twarowski · 44' Dawid Linca · 63' Jakub Bąk · 78' Krzysztof Szewczyk |  |